# Hervé-Lóránth Ervin
Hervé-Lóránth Ervin (Szeged, 1969. január 15. –) magyar kulturális- és vizuális antropológus, képzőművész, belsőépítész, formatervező, számos magyar és nemzetközi kiállítás kitalálója és létrehozója; televíziós műsorok producere, designere és műsorvezetője. Jelenleg Magyarország kultúráért, tudományért, sportért felelős konzulja és kulturális attaséja (Magyarország Főkonzulátusa, Innsbruck 2020)

## Életpálya

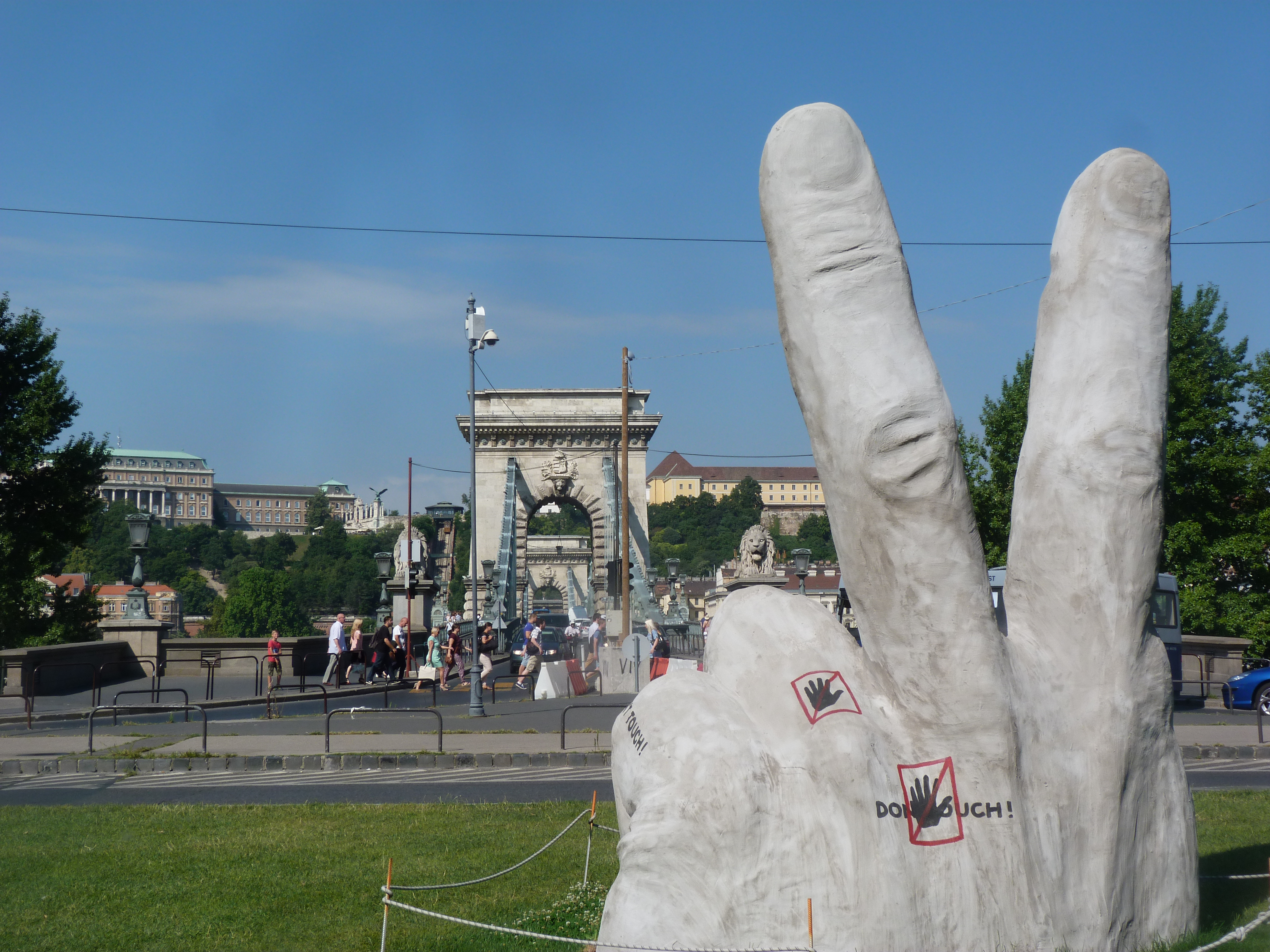
KÖSZIBUDAPEST – 2015

Édesanyja Budai Ilona, édesapja dr. Lóránth Ervin. Budapesten hajózási szakközépiskolában érettségizett 1987-ben, ezt követően a Magyar Iparművészeti Főiskolán (1990–91) és a CASUS Művészeti Kollégium Kulturális Manager képző szakán (1991–92) folytatta tanulmányait. Művészeti tanulmányait a firenzei Construzione Maschere Intézetben (Prof. Agostino Dessi) folytatta, ahol papírmasé szobrászatot tanult (2003). 2005-ben a Miskolci Egyetem Bölcsészettudományi karán kulturális- és vizuális antropológus diplomát szerzett. 2000-ben a MÚOSZ tagja lett, később elvégezte a Magyar Író Akadémia szépirodalom szakát (2007).
1999-ben megalapította a Hervé Design School művészeti- és média iskolát, melynek 2009-ig tulajdonosa és szakoktatója volt. Ekkor már számos projektben ruhatervezőként és designerként vett részt, illetve újságíróként is dolgozott. Munkássága és művészete egyaránt szerteágazó, számos design, gasztro és lakberendezéssel foglalkozó projektben és könyvben közreműködött, falfaktúrákat, freskókat, stúdió installációkat készített, ruha- és formatervezéssel foglalkozott. Mindemellett belsőépítész és ékszertervező, több mint 200 magánlakás, valamint számos étterem és szórakozóhely belsőépítészeti munkáit tervezte. Elsősorban olyan tárgyakat és bútorokat tervez, melyek a funkción túl az esztétikumukkal is felhívják magukra a figyelmet; több formatervezői szabadalom fűződik a nevéhez.
Számos országba kapott meghívást művészeti tanácsadóként (Kína, 2006; Spanyolország 2007), festményeiből, szobraiból rendezett kiállítások már 1995-től láthatók voltak Magyarországon és a világ több országában. Szinte névjegyévé váltak azok az újszerű és formabontó szabadtéri óriásszobrok, amelyeket Magyarországon (Feltépve – 2014; Betű installáció, ÓriásRobot szoborinstalláció, Sopron – 2014, Úszó Betűsziget, Balaton Sound – 2014; ÓriásTörpe szoborinstalláció 2014, Balaton) kívül többek között Berlinben is láthatott a közönség, ahol a CHB oldalába kihelyezett óriásszobra jelenleg Berlin egyik turisztikai látványosságaként van számontartva.
Az elektronikus médiában műsorvezetőként, főszerkesztőként is tevékenykedett, így például az Ötletház (RTL Klub, 2005) és a Lakhatás (DECO TV, 2007) című televíziós produkciókban. 2008-ban önálló rádióműsorral jelentkezett a Jazztétika címmel a Jazzy Rádióban.
2010-ben nyitotta meg magángalériáját (Hervé Gallery), melynek art direktora és alkotója. 
2019-ig a Római Magyar Nagykövetség kulturális attaséja volt, jelenleg pedig Magyarország kultúráért, tudományért, sportért felelős konzulja és kulturális attaséja Innsbruckban (2020-).
Angolul és olaszul beszél.

## Publikációk
- A szobrászat és a Tér evidenciája – előadás (2014)
- A magyar kortárs művészet létjogosultsága az európai művészetben – előadás (2014)
- Hervé Guide Book Resto – guide book sorozat (2014)
- Kókler Bt. – szatirikus könyv (2014)
- Hervé-Lóránth Ervin–Dán Bernadette–Csete Gábor: Resto, retro Budapest. Elegant bars & restaurants, underground places & music ruin pubs; HRV Design, Bp., 2010 (Hervé guide book)
- Jazztétika – önálló rádió műsor, Jazzy Rádió (2008-2009)
- Magyar Hírlap – kultúra rovat (2005)
- Miami Buzi Barokk /diploma munka/ – stílus könyv (2005)
- Imre Andrea–Zsuffa Ákos–Hervé-Lóránth Ervin: Bea. 20 étel, 20 életkép; Lectum Kft., Bp., 2005
- ...elvitelre! Ételek – bárok, kávézók, teraszok; MA2 Agency, Budakalász, 2004
- ...elvitelre! Ételek és éttermek; MA2 Agency, Budakalász, 2004
- Flyerz – design rovat, kritikák (2003)
- Hervé-Lóránth Ervin–Kádár László: Lakhatás; Indivi' Design Stúdió, Bp., 2001

## Kiállítások
- Nonna Lisa 500 – Leonardo 500; festmény installáció,  5. Festival Internazionale dei depuratori,

Miánó, Olaszország 2019               
- No 408; Caravaggio projekt, szobor installáció, Roma Art Week, Róma, Olaszország, 2019
- Il Cubo; művészeti fesztivál, Magyar Akadémia, Róma, Olaszország 2018
- Il Momento; óráiás szobrok, Capena Art Week, Capena, Olaszország, 2018
- Urbs Art: Blue Eyes – Terence; street art, Magyar Akadémia, Róma, Olaszország, 2017
- Adamy – Hervé; festmények és installációk, Stuttgart, Németország, 2017
- Verona – Memoryal space; szobrok, Verona, Olaszország, 2017
- Burattino Project; szoborkiállítás, Roma Art Week, Róma, Olaszország, 2017
- Barbie, Faun and Cupido; szoborkiállítás, MACRO, Róma, Olaszország, 2017
- Misericordia; óriás installáció, Csíksomlyó, Románia, 2017 [1]
- UrbsArt festival, Róma, Olaszország, 2017
- Adami-Fürjesi-Hervé: Metafische e Metamorfosi; festmények, szobrok Róma, Olaszország, 2017
- Misericordia; óriás installáció, Magyar Akadémia, Róma, Olaszország, 2016
- Misericordia; óriás installáció, Catell S’Angello, Róma, Olaszország,  2016
- Yeniden Boyanmis Hakikat 2.0; festmények, Isztambul, Törökország, 2015
- Feltépve; önálló órásszobor-kiállítás, Budapest, Széchenyi tér, 2014
- Feltépve; önálló órásszobor-kiállítás Ulm/Germany/ Donau Riverside, 2014
- Volt Fesztivál; betű installáció; ÓriásRobot szoborinstalláció, Sopron, 2014
- Balaton Sound, úszó betűsziget; Virágpark, Zamárdi, 2014
- Sziget Köztársaság;  épületinstalláció Virágpark,Budapest, 2014
- BeMy Lake; ÓriásTörpe szoborinstallációk, Balatonaliga, 2014
- What’s Up; Transmediale corpus gigantikus szoborkiállítás, CHB, Berlin, Németország, 2014
- Novaja Realita 2.0”; festmények, Balassi Intézet, Moszkva, Oroszország, 2014
- L’Age Heroique – első világháborús megemlékezés, CHB, Berlin, Németország, 2014
- Repainted Reallity 2.0 – festmények, Balassi Intézet, Brüsszel, Belgium, 2014
- Neugemalte Wirklichkeit 2.0, festmények, Magyar nagykövetség, Bécs, Ausztria, 2014
- Repainted Reality 2.0; festmények, London, Nagy-Britannia, 2014
- Neugemalte Wirklichkeit 2.0, festmények, Magyar nagykövetség, Berlin, Németország, 2013
- Reálta Ridipinda; festmények, szobrok, Galleria dei Raggi, Róma–Capena, Olaszország, 2013
- Reálta Ridipinda; festmények, Magyar Akadémia, Róma, Olaszország, 2013
- Parallel Direktívák; festmények, B55 Galéria, Budapest 2013
- Dolce far niente; szobrok, SalGrotta–Róma–Capena, Olaszország, 2013
- Corpus Humanicus, szobrok, Code Decode, Budapest, 2012
- Újrafestett valóság; csoportos festmény, Magyar Nemzeti Galéria, Budapest, 2012
- Visszakézből; alternatív csoportos festménykiállítás, politikai performansz, Budapest, 2011
- Fabrik-a; csoportos kiállítás, festmények, szobrok, Fabrik Art Bar, Budapest, 2011
- Hervé’s ZOO; kültéri szoborkiállítás, Budapest, 2011
- Őszi Szalon; csoportos festmény kiállítás, Budapest, 2010
- Hervé Galéria; állandó kiállítás, Budapest, 2010
- Töredékek, társas festmény kiállítás, Spenót Office Center, Budapest, 2009
- Ambivalencia; önálló festmény kiállítás, Vienna Melange Club, Budapest, 2009
- Chanson by hervé; önálló festmény- és szoborkiállítás, Mucius Galéria, Budapest, 2008
- NEO CHINA; festmények, szobrok, N8 Galéria, Budapest, 2007
- Jazzy-Hervé; festményinstalláció kiállítás, Budapest Műcsarnok, Budapest, 2007
- Jewellery of the World Symposium; ékszer designkiállítás, Hong Kong, Kína, 2006
- ÁTHALLÁS; csoportos kiállítás, MOM Park Budapest, 2004
- BELÁTÁS; szabadtéri csoportos kiállítás, Budapest-San Remo-Bussana, 2003
- Cascade; festmények, Budapest, 2002-2003
- Kettős Látás; festmények, csoportos kiállítás, Budakalász, 2000
- Lakástrend; design kiállítás, Szépművészeti Múzeum, Budapest
- Absolut design; design kiállítások Evens Hall, Budapest, 1999-2000
- FIS; csoportos kiállítás, Párizs, Franciaország, 1996
- Együtt Lét Alapítvány; nemzetközi kiállítás-sorozat, Néprajzi Múzeum, Budapest, 1995

## Díjak, elismerések
- Az év legjobb streetart szobra (2014)[2]